# Eduardo Villegas
Eduardo Andrés Villegas Cámara (Cochabamba, 29 de marzo de 1964) es un exfutbolista y actual entrenador boliviano. Ostenta el récord de ser el entrenador con más títulos de la Primera División de Bolivia (6).
En su etapa como jugador su posición fue de volante. Fue entrenador de la Selección boliviana en dos ocasiones. Eduardo es el técnico más ganador de la liga profesional boliviana, levantando la copa en 6 ocasiones.
Como jugador fue campeón con The Strongest en 1986 y 1989, Bolívar en 1994 y San José en 1995.
Como entrenador fue campeón con cuatro equipos Universitario de Sucre en 2008, Jorge Wilstermann en 2010, The Strongest en 2012 y 2013, y San José en 2018.

## Trayectoria como jugador
Villegas comenzó su carrera en Petrolero de su ciudad natal. En 1986, se unió a The Strongest, permaneciendo en el club durante dos temporadas. En 1988, Villegas se unió a Blooming, antes de volver a firmar con The Strongest a tiempo para la Primera División de Bolivia de 1989, donde ganó el título con The Strongest. En 1991, Villegas fichó por Wilstermann. En 1994, luego de una tercera etapa con The Strongest y San José, Villegas fichó por Bolívar, ganando la Primera División. En 1995, Villegas se reincorporó a San José, ganando otra Primera División. En 1997, Villegas se unió a The Strongest por un cuarto período, antes de fichar por Independiente Petrolero en 1998, donde se retiró. 

## Trayectoria como entrenador

### Inicios
Como técnico, Villegas se inició a los 38 años en Independiente Petrolero. Su debut con el matador fue contra The Strongest, por la decimoquinta jornada del Torneo Clausura 2002, el 27 de septiembre, con empate de sus dirigidos 2-2. Posteriormente lograría una victoria frente a San José por 3-1 y una derrota 1-2 frente a Jorge Wilstermann.
A finales de aquel año fue anunciado como asistente técnico de Luis Orozco en The Strongest.

## Selección nacional

### Categorías inferiores
Participó con la Selección sub-23 en el Preolímpico de 1988 disputado en Bolivia.
| Torneo           | Sede    | Resultado    |
| ---------------- | ------- | ------------ |
| Preolímpico 1988 | Bolivia | Tercer lugar |

### Selección absoluta
Villegas jugó 16 partidos con la selección boliviana en el período 1985-1989.
| Copa              | Sede      | Resultado    | PJ | G |
| ----------------- | --------- | ------------ | -- | - |
| Copa América 1987 | Argentina | Primera fase | 2  | 0 |
| Copa América 1989 | Brasil    | Primera fase | 3  | 0 |

## Clubes

### Como jugador
| Club                    | País    | Año         |
| ----------------------- | ------- | ----------- |
| Petrolero de Cochabamba | Bolivia | 1983 - 1985 |
| The Strongest           | Bolivia | 1986 - 1987 |
| Blooming                | Bolivia | 1988        |
| The Strongest           | Bolivia | 1989 - 1990 |
| Jorge Wilstermann       | Bolivia | 1991        |
| San José                | Bolivia | 1992        |
| The Strongest           | Bolivia | 1993        |
| Bolívar                 | Bolivia | 1994        |
| San José                | Bolivia | 1995 - 1996 |
| The Strongest           | Bolivia | 1997        |
| Independiente Petrolero | Bolivia | 1998 - 1999 |

### Como asistente técnico
| Club            | País    | Año         | Asistente de     |
| --------------- | ------- | ----------- | ---------------- |
| Real Santa Cruz | Bolivia | 2000        | Rosario Martínez |
| The Strongest   | Bolivia | 2002 - 2003 | Luis Orozco      |

### Como entrenador
| Club                           | País    | Año           |
| ------------------------------ | ------- | ------------- |
| Independiente Petrolero        | Bolivia | 2002          |
| San José                       | Bolivia | 2003          |
| The Strongest                  | Bolivia | 2004          |
| Universitario de Sucre         | Bolivia | 2006          |
| The Strongest                  | Bolivia | 2007          |
| Universitario de Sucre         | Bolivia | 2008          |
| Wilstermann                    | Bolivia | 2009 - 2010   |
| Selección Boliviana (Interino) | Bolivia | 2009 - 2010   |
| Universitario de Sucre         | Bolivia | 2010          |
| The Strongest                  | Bolivia | 2012 - 2014   |
| Oriente Petrolero              | Bolivia | 2014          |
| Bolívar                        | Bolivia | 2015          |
| Sport Boys Warnes              | Bolivia | 2016          |
| Oriente Petrolero              | Bolivia | 2017          |
| San José                       | Bolivia | 2018          |
| Selección Boliviana            | Bolivia | 2019          |
| Always Ready                   | Bolivia | 2020          |
| Blooming                       | Bolivia | 2021          |
| Always Ready                   | Bolivia | 2022          |
| Gualberto Villarroel           | Bolivia | 2023-2024     |
| Wilstermann                    | Bolivia | 2024          |
| Always Ready                   | Bolivia | 2025          |
| Gualberto Villarroel           | Bolivia | 2025-presente |

## Palmarés

### Como jugador
Títulos nacionales
| Título               | Club          | Edición |
| -------------------- | ------------- | ------- |
| Campeonato Boliviano | The Strongest | 1986    |
| Campeonato Boliviano | The Strongest | 1989    |
| Campeonato Boliviano | Bolívar       | 1994    |
| Campeonato Boliviano | San José      | 1995    |

### Como entrenador
Títulos nacionales
| Título                | Club                 | Edición |
| --------------------- | -------------------- | ------- |
| Campeonato Boliviano  | Universitario (USFX) | Ap 2008 |
| Campeonato Boliviano  | Jorge Wilstermann    | Ap 2010 |
| Campeonato Boliviano  | The Strongest        | Cl 2012 |
| Campeonato Boliviano  | The Strongest        | Ap 2012 |
| Campeonato Boliviano  | The Strongest        | Ap 2013 |
| Campeonato Boliviano  | San José             | Cl 2018 |
| Campeonato de Ascenso | Gualberto Villarroel | 2023    |